# سیارک ۲۶۵۴۵
سیارک ۲۶۵۴۵ (به انگلیسی: 26545 Meganperkins، نامگذاری:2000DK39)۲۶۵۴۵مین سیارک کشف شده‌است که در ۲۹ فوریه ۲۰۰۰ کشف شد.